# Prampi Makara
Prampi Makara é um dos nove distritos (Khan) da cidade de Phnom Penh, capital do Camboja. O distrito está ao leste de Phnom Penh. É subdividido em 8 Sangkats e 33 Kroms. De acordo com o censo do Camboja de 1998, tinha uma população de 96.192 habitantes.